# Verkiezingen voor het Europees Parlement 2024/Kandidatenlijst/Nieuw Sociaal Contract
De kandidatenlijst voor de Europese Parlementsverkiezingen 2024 van de lijst NSC (lijstnummer 19) is na controle door de Kiesraad als volgt vastgesteld:
- vet: verkozen
- schuin: voorkeurdrempel overschreden

1. Gotink,  H.G.P. (Dirk) (m),  Brussel (BE) - 136.176 stemmen
2. van der Meulen,  F.B.A.M.  (Femke) (v),  Maarssen - 47.831
3. van Malenstein,  R.A.  (Reinout) (m),  Enschede - 13.654
4. Yogi - van Loon,  N.  (Naomi) (v),  Simpelveld - 8.013
5. de Bruin,  R.  (Ronald) (m),  Hoeilaart (BE) - 8.383
6. Faal - Takak,  S.  (Susan) (v),  Rijssen - 5.225
7. van den Biggelaar,  J.J.B.  (Jeroen) (m),  Bussum - 1.800
8. Kersten,  H.J.  (Colette) (v),  Etten-Leur - 3.765
9. Verouden,  V.C.H.M.  (Vincent) (m),  Brussel (BE) - 399
10. van der Meulen,  J.A.J.  (Jamilja) (v),  Wijnandsrade - 1.129
11. van Dalen,  J.A.  (Jurr) (m),  Zuidwolde - 2.789
12. Visser,  R.F.  (René) (m),  Woudrichem - 1.035
13. Mauer,  Q.  (Quintijn) (m),  Arnhem - 1.254
14. Post,  D.  (Daniël) (m),  Urk - 926
15. Steijling,  W.A.H.  (Wil) (v),  Berlijn (DE) - 413
16. Roijen,  M.J.M.E.  (Marcel) (m),  Tervuren (BE) - 772

GROENLINKS / Partij van de Arbeid (PvdA) ·
VVD · 
CDA - Europese Volkspartij · 
Forum voor Democratie ·
D66 ·
Partij voor de Dieren ·
50PLUS ·
PVV (Partij voor de Vrijheid) ·
JA21 ·
NL PLAN EU  ·
ChristenUnie ·
Staatkundig Gereformeerde Partij (SGP) ·
BBB ·
Meer Directe Democratie ·
SP (Socialistische Partij) ·
vandeRegio ·
Volt Nederland ·
Belang Van Nederland (BVNL) ·
NSC ·
Piratenpartij - De Groenen ·